# Tomasz Rakoczy
Tomasz Rakoczy – polski duchowny katolicki, specjalista prawa kanonicznego, profesor nauk społecznych w dyscyplinie prawo kanoniczne (2025), doktor habilitowany nauk prawnych, nauczyciel akademicki Akademii Mazowieckiej w Płocku.

## Życiorys
Jest duchownym archidiecezji szczecińsko-kamieńskiej. W 2004 uzyskał stopień doktora nauk prawnych w zakresie prawa kanonicznego na Wydziale Prawa, Prawa Kanonicznego i Administracji Katolickiego Uniwersytetu Lubelskiego Jana Pawła II na podstawie rozprawy pt. Prawo Kościoła katolickiego do środków społecznego przekazu w Kodeksie Prawa Kanonicznego z 1983 roku i w konkordatach posoborowych. Stopień doktora habilitowanego nauk prawnych w zakresie prawa kanonicznego uzyskał w 2010 na Wydziale Prawa Kanonicznego Uniwersytetu Kardynała Stefana Wyszyńskiego w Warszawie na podstawie rozprawy Publiczne stowarzyszenia wiernych w Kodeksie Prawa Kanonicznego z 1983 roku. Był zatrudniony jako profesor nadzwyczajny w Wydziale Zamiejscowym Prawa i Nauk o Gospodarce w Stalowej Woli (pełnił tam funkcje prodziekana, a następnie dziekana) oraz w Kujawsko-Pomorskiej Szkole Wyższej w Bydgoszczy. Od 2015 był zatrudniony w Akademii Ignatianum w Krakowie. W latach 2018-2019 wykładał teorię prawa na Wydziale Prawa i Administracji w Uniwersytecie Zielonogórskim. W styczniu 2025 decyzją Prezydenta RP uzyskał tytuł profesora nauk społecznych. Od października 2025 jest profesorem Akademii Mazowieckiej w Płocku, w Wydziale Prawa, Administracji i Ekonomii.